# نهر تونكال
نهر تونكال هو نهر في شمال سومطرة، إندونيسيا.